# Buk pod Boubínem
Buk (deutsch Buchen) ist eine Gemeinde in Tschechien. Sie liegt elf Kilometer westlich von Prachatice und gehört zum Okres Prachatice.

## Geographie

### Lage

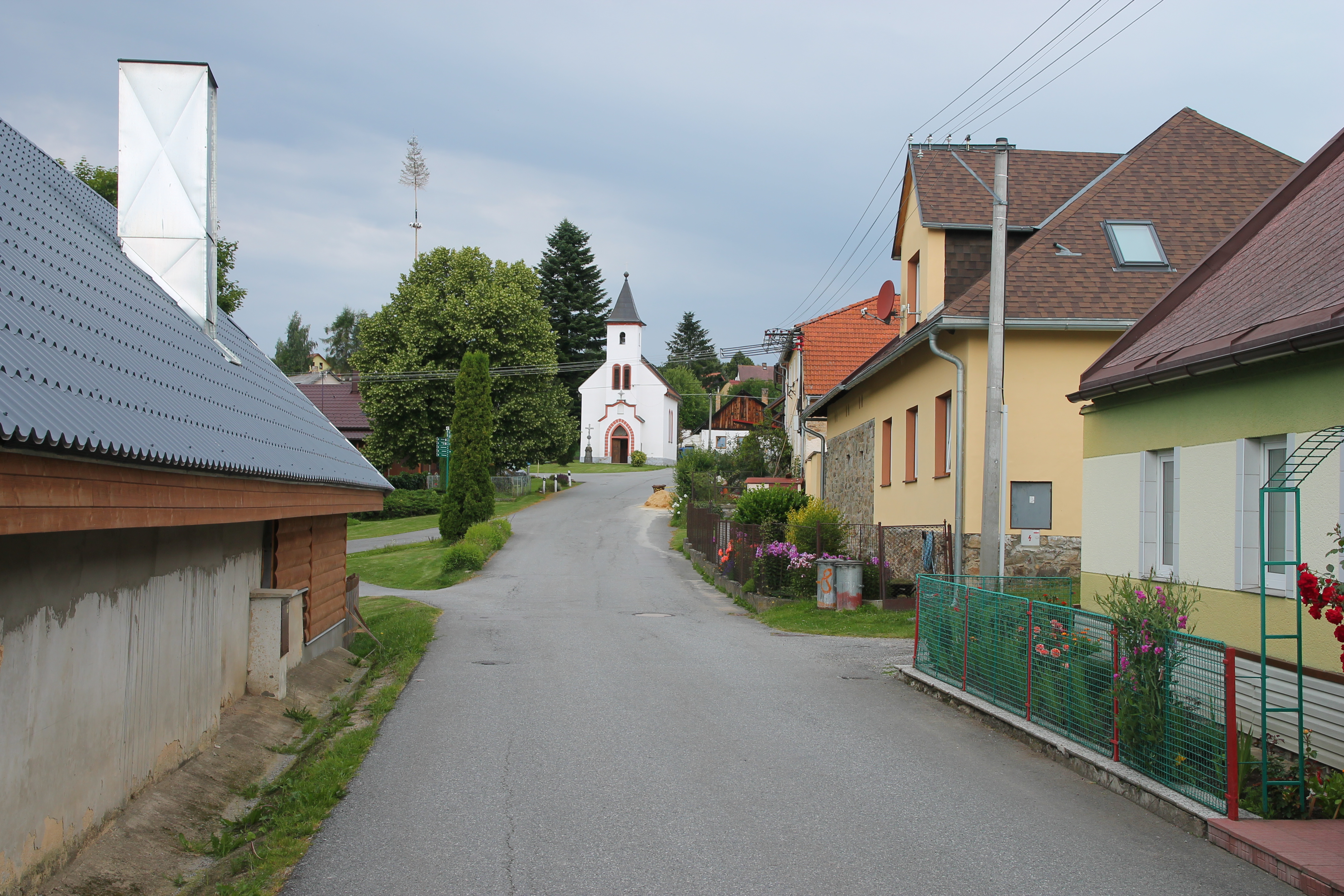
Buk

Buk befindet sich am nördlichen Fuße des Boubín (deutsch Kubany) (1362 m) im Böhmerwald auf 825 m. Südlich liegt das Tal des Cikánský potok, in dem vier Wassermühlen stehen.
Nachbarorte sind Vícemily (Wetzmühl) im Norden, Nedvíkov im Nordosten, Šumavské Hoštice (Huschitz) im Osten, Škarez 2. díl im Südosten, Včelná pod Boubínem und Pila im Süden, Veselka (Wessele) im Südwesten, Vyšovatka (Scheiben) im Westen sowie Trhonín im Nordwesten.

### Gemeindegliederung
Die Gemeinde Buk besteht aus den Ortsteilen Buk (Buchen), Včelná pod Boubínem (Köllne) und Vyšovatka (Scheiben), die zugleich auch Katastralbezirke bilden. Zu Buk gehören außerdem die Wohnplätze Brdo, Dobišův Mlýn, Důra, Matulkův Mlýn, Na Pile, Trytlův Mlýn, U Lady, U Palečka, U Petra, Urbánkův Mlýn und Veselka. Grundsiedlungseinheiten sind Buk, Na Pile, Včelná pod Boubínem  und Vyšovatka.

### Nachbargemeinden
|                | Svatá Maří                                  | Radhostice, Šumavské Hoštice |
| Vimperk        | Kompassrose, die auf Nachbargemeinden zeigt | Drslavice, Kratušín          |
| Horní Vltavice | Volary                                      | Záblatí                      |

## Geschichte
Die erste urkundliche Erwähnung von Buk erfolgte schon im Jahre 1299. Das Dorf war Teil der der Dompropstei St. Veit in Prag gehörenden  Herrschaft Volyně und lag als Enklave im Gebiet der Herrschaft Vimperk. 1757 wurde Buk an die Herrschaft Lčovice angeschlossen. Gepfarrt war der Ort nach Šumavské Hoštice.
Nach der Ablösung der Patrimonialherrschaften bildete Buk ab 1848 eine selbstständige Gemeinde.

## Sehenswürdigkeiten
- Kapelle der Sieben Schmerzen Mariens, am Dorfplatz von Buk, erbaut 1800
- Kapelle Karmel Maria in Včelná pod Boubínem
- Boubín mit Aussichtsturm
- Boubínský prales (Kubany-Urwald), 1858 zum Naturreservat erklärt